# Ridá ál-Lúze
Ridá ál-Lúze (arabul: رضا اللوز); Szfaksz, 1953. április 27. – ) tunéziai válogatott labdarúgó.

## Pályafutása

### Klubcsapatban
1971 és 1984 között a Sfax Railways Sports csapatában játszott.    

### A válogatottban
1973 és 1979 között 23 alkalommal szerepelt a tunéziai válogatottban. Részt vett az 1978-as Afrikai nemzetek kupáján és az 1978-as világbajnokságon, de egyetlen csoportmérkőzésen sem lépett pályára.